# Land- und Stadtgericht Marggrabowa
Das Land- und Stadtgericht Marggrabowa war von 1828 bis 1849 ein preußisches Land- und Stadtgericht mit Sitz in Marggrabowa.

## Geschichte
In Marggrabowa bestand bis 1828 das Stadtgericht Marggrabowa und das Kreisjustizamt Oletzko. 1828 wurde daraus das Land- und Stadtgericht Marggrabowa gebildet. Mit Kabinetts-Ordre vom 22. August 1838 wurde auch das Justizamt Polommen aufgelöst und sein Sprengel dem Land- und Stadtgericht Marggrabowa zugeordnet. Es war ein Gericht 2. Klasse (später 1. Klasse) im Sprengel des Oberlandesgerichts Insterburg. 
Sein Gerichtsbezirk umfasste 1837 die Stadt Marggrabowa mit 2630 Gerichtseingesessenen und 119 Ortschaften mit 20.920 Gerichtseingesessenen (zusammen also 23.550 Gerichtseingesessene). Am Gericht waren ein Land- und Stadtrichter, ein Assessor und fünf weitere Mitarbeiter beschäftigt.
Der Gerichtsbezirk des Justizamtes Polommen umfasste 1837 40 Ortschaften mit 7996 Gerichtseingesessenen. Am Gericht waren ein Justizamtmann ein Assessor und drei weitere Mitarbeiter beschäftigt. Seinen Sitz hatte das Gericht im Rathaus von Marggrabowa.
Nach der Märzrevolution wurden 1849 einheitlich Kreisgerichte gebildet. In Marggrabowa entstand das Kreisgericht Marggrabowa.